# ようなぴ
ようなぴ（7月15日 - ）は、日本の女性アイドル。アイドルグループ・劇場版ゴキゲン帝国-諸行無業、へっぽこーずのメンバー、ゆるめるモ!の元メンバー。DJ younaP!名義でDJとしても活動。作家・イラストレーターとして創作活動もしている。ゆるめるモ!時代は「ようなぴ選手」と呼ばれていた。キャッチフレーズはエレクトロツインテール。ファンの通称はようなぴーぷる、ようなぴっぴ隊。

## 略歴
2013年9月21日、ゆるめるモ！に加入。
2014年12月3日、苺りなはむとのコラボレーションシングル「きらめきらりりかる」をリリース。
2015年11月9日、初のソロCD「Return To My Innocence」をリリース。
また、2015年にはハシダカズマ（箱庭の室内楽、Ri Ri Riligion）、福山タク（NATURE DANGER GANG、2016年1月退団）、マモル（nhhmbase、マモル&ザ・クリティカルヒッツ）と「ようなぴミニマム音楽団」を結成、2018年1月に「YMQ」と改名して活動していたが、同年10月解散。
2015年10月31日公開のゆるめるモ！主演のホラー映画『女の子よ死体と踊れ』で映画初出演。
2017年、多摩美術大学の卒業生であることを明かし、同年11月15日、八王子キャンパスにて共通教育「サウンドデザイン論」の特別講義を行った。
2020年2月7日、3月27日の「ゆるめるモ！ サプライザーツアー」ファイナル（Zepp DiverCity（TOKYO））をもってゆるめるモ！から「引退」することを発表したが、新型コロナウイルス感染症影響でライブが延期されたことに伴い引退も延期。同年10月20日の同公演をもって引退した。
ゆるめるモ！引退後はソロとして活動している。
2022年5月6日公開の映画『IDOL NEVER DiES』（監督：井口昇）内に登場するアイドルグループ「イブニングローリー」のライバルグループ「ブラッドチェリー」のリーダー、山門ムニュ役で出演。
2023年7月、劇場版ゴキゲン帝国-諸行無常-結成に参加。同年9月、柳沢あやの、藤城アンナによるユニット・へっぽこーずに参加。

## 人物・エピソード
- 好きなアイドルはPerfume、夢眠ねむ（元でんぱ組.inc）、ももいろクローバーZ、苺りなはむ（CY8ER）、恋汐りんご（バンドじゃないもん！MAXX NAKAYOSHI）、好きな音楽にSUPERCAR、ART-SCHOOL、アーバンギャルド、ASIAN KUNG-FU GENERATION、Plastic Tree、平沢進などを挙げている。
- 社交的でアイドルとのプライベートでの交流も多く、苺りなはむや恋汐りんご、白幡いちほ達と食事や遊びに行く様子をたびたびSNSに投稿している。
- 自身のネガティブなところ、負の部分をようなしちゃんと表現している。
- ロリータ・ファッション愛好家で私生活でもよく着用している。
- サンリオが好きでサンリオピューロランドによく遊びに行っている。好きなキャラクターはシュガーバニーズ、ニャニィニュニェニョンなど。またゆるめるモ！時代にはサンリオピューロランドで生誕ライブを行っており、その時にはシナモンと共演している。
- 好きな映画は『ピンポン』。また、ようなぴ自身も卓球が好きで、ようなピンポンクラブを作りたいと公言している。
- バンド活動に憧れがあり、高校で軽音部に入ったが、当時、凛として時雨やHi-STANDARDのようなロックに傾倒していたのに対し、他の部員はEXILEが好きで、音楽の趣味が合わず退部した。
- 初めて買ったCDはEE JUMPの「おっととっと夏だぜ!」。
- ゆるめるモ!加入前にBELLRING少女ハートのオーディションを受けており、一緒に面接に受けたメンバーに後にBELLRING少女ハートに加入するカイがいた。オーディション後に一緒に電車で帰ったという。

## 作品

### CD
- きらめきらりりかる（2014年12月3日、YOU'LL RECORDS）※ようなぴ×苺りなはむ
- Return To My Innocence（2015年11月9日、YOU'LL RECORDS）
- 食べるなぴ（2016年4月30日、自主制作CD-R）
- Welcome To YO(u)NAP! World（2018年11月21日、YOU'LL RECORDS）
- しぬな（2021年4月24日、自主制作CD-R）※3曲入り（1.しぬな／2.とんとんとんかつ／3.それでも進メ）
- ようなぴアコースティックアルバム demo CD-R（2022年7月20日、自主制作CD-R）※7曲入り

### 配信限定
- なぴ！イェイ！クリスマス（2019年12月25日YouTube公開）[9]
- ねむれない よるに（2020年5月12日YouTube公開）
- P！っとはっぴーサマー！（2020年7月15日YouTube公開）[10]
- たいむかぷせるたいむ（2020年10月21日配信開始）
- 雪降る夜に（2020年12月12日配信開始）
- さくら ちるちる（2021年4月23日YouTube公開）
- はぴはぴ☆メイキング（2021年6月5日配信開始）

### 楽曲参加
- 「エンジェルがエンドレス」　※KOTO (アイドル)とのコラボレーション曲（KOTO (アイドル)『エンジェルがエンドレス』AタイプにようなぴソロVer.を収録）
- E TICKET PRODUCTION「GOES ON feat.ようなぴ（ゆるめるモ!）」（『E TICKET RAP SHOW』収録）
- E TICKET PRODUCTION「behind the scenes [ようなぴ（ゆるめるモ！）]」（『AFTER E TICKET RAP SHOW』収録）
- 「メガネジェネレーション (re-built by Dr.Usui) [feat. ようなぴ]」（装置メガネ『ホップ ステップ メガネ』収録）

### 未音源化曲
- Electro Twintail Cat
- スーパーピンクツインテール

### 創作キャラクター
- にこにこ星さん
- にこにこ雲さん
- 流れ星ねこさん
- ぴょこっとピョコちゃん

### 映画出演
- 「BELLRING少女ハートの6次元ギャラクシー」（2014年5月17日公開）
- 「女の子よ死体と踊れ」（2015年10月31日公開）
- 「IDOL NEVER DiES」（2022年5月6日公開）

### その他
- キャラクタープロジェクト『電音部』（2024年） - 彗星 ルナ 役[11]

## ライブ・個展イベント
- 急いで！ようなぴちゃん！〜あっという間のワンマンライブ〜（2017年5月21日、Shibuya Milkyway）
- P！っとはっぴーサマー！2019〜7月15日ようなぴ生誕ライブ！〜（2019年7月15日、目黒鹿鳴館）※ゲスト：苺りなはむ（CY8ER）、恋汐りんご（バンドじゃないもん！MAXX NAKAYOSHI）
- ちょいチルようなぴ単独ライブ（2020年10月10日、Time Out Cafe ＆ Diner）
- たいむかぷせるたいむリリース記念パーティー！（2020年12月11日、六本木VARIT.）※ゲスト：松永天馬、RAM RIDER
- YO(u)NAP! SOLO EXHIBITION "ぴょこっとピョコちゃん"（2021年6月24日～27日、sibuya galaxxxy）
- ようなぴソロ持ち曲ほぼほぼ全部ぶっ通しライブ！（2021年7月31日、学芸大学 MAPLE HOUSE）
- ようなぴオギャッ！ぱーてぃー2022（2022年7月11日、新宿ロフト）※ゲスト：おはなの、小林写楽（メトロノーム (バンド)）、ファミリーコンティニュー